# Muzej Unterlinden
Muzej Unterlinden (uradno Musée Unterlinden) je v Colmarju v Franciji v Alzaciji. Je v zgradbi iz 13. stoletja, ki je bil dominikanski samostan, in stavbi iz leta 1906, ki je bila nekdanje mestno kopališče. Hrani Isenheimski oltar  Matthiasa Grünewalda in ima obsežno zbirko domačih in mednarodnih umetniških del ter predmetov od prazgodovine do sodobnosti. Muzej ima znak kakovosti Musée de France in je med najbolj obiskanimi v Franciji poleg Île-de-France.

## Zgodovina
Muzej je bil ustanovljen leta 1849, stavbe (opuščene po francoski revoluciji) je rešila družba Schongauer (Societe Schongauer), (ki jo je  leta 1847 ustanovil Louis Hugot) ) in zapustil občini. Zbirka je bila sprva osredotočena na rimski mozaik, najden v Bergheimu v Zgornjem Renu. Še vedno je prikazan, na ogled so tudi mavčni odlitki antičnih skulptur, sposojenih iz  Louvra. Leta 1852 se je zbiranje dramatično spremenilo, posebno ko so bili v stavbo preseljeni Isenheimski oltar in večina drugih velikih slik in/ali kipov oltarjev iz nekdanjih cerkev, opatij in samostanov iz Colmarja ali Zgornjega Rena. Muzej je odprl svoja vrata v naslednjem letu, leta 1853. 
V 1950-ih in ponovno v 1980-ih je imel muzej vedno več prikazanih predmetov z vseh področij. Zmanjkovalo je prostora, stavba ni bila primerna za ustrezno uporabo razpoložljivih površin. Letu 2000 se je mesto Colmar odločilo, da doda stavbe. Na uradni spletni strani muzeja je bilo opisano stanje pred odprtjem razširitve leta 2015: "Danes  muzej pokriva površino okoli 5620 m² skupaj z razstavnimi prostori (4000 m²), depoji in preostalimi delovnimi prostori (1370 m²) in pisarnami (250 m²)."  Med letoma 2009 in 2015 je bila sosednja neobaročna stavba, nekdanje kopališče, preoblikovana v dodatek k muzeju in je povezana s staro stavbo z vrsto podzemnih razstavnih prostorov. Nova stavba je bila dodana tudi za občasne razstave, ko je bil nekdanji samostan ponovno temeljito prenovljen in njegovi notranji prostori prerazporejeni. Skupna površina, odprta za javnost, se je zato povečala na 8000 m², kar je stalo 44 milijonov evrov.  Razširjen muzej je bil odprt 12. decembra 2015.

## Zbirke
S približno 200.000 obiskovalci letno je muzej najbolj obiskan v Alzaciji.  Najpomembnejši je Isenheimski oltar Matthiasa Grünewalda, pa tudi velika zbirka zgornjerenske srednjeveške in zgodnje renesančne umetnosti, med katerimi je najpomembnejši domačin Martin Schongauer z več oltarnimi in številnimi izvirnimi risbami, grafikami in lesorezi.  Druga znana imena so Albrecht Dürer (samo gravure), Lucas Cranach starejši in Hans Holbein starejši ter lokalna slikarja Caspar Isenmann in Jost Haller. Večina zgodnjih slik je delo anonimnih nemških, alzaških ali švicarskih mojstrov, kot je mojster Stauffenberškega oltarja. 
Drugi oddelki v muzeju so: lokalna in mednarodna arheologija; srednjeveško, renesančno in baročno kiparstvo (versko in posvetno) in vitraji; orožje, pohištvo, glasbeni instrumenti in igrače iz 14. do 19. stoletja; stari, bogato okrašeni vinski sodi (zbirka Jeana-Jacquesa Waltza, ki jo je podaril leta 1927); moderna in sodobna umetnost. Zaradi splošnega pomanjkanja prostora so te zadnje zbirke redko prikazane v celoti, čeprav so zelo dobro zastopane (Pablo Picasso, Jean Dubuffet, Fernand Léger, Serge Poliakoff, Georges Rouault, Pierre Bonnard, Robert Delaunay, Otto Dix, Maria Helena Vieira da Silva in drugi). Širitev stavbe leta 2015 švicarskih arhitektov Herzog & de Meuron je bila izrecno namenjena reševanju tega problema.

## Razvoj
Zaradi obnove muzeja in zagotovitve več prostora za zbirke je leta 2009 občina Colmar organizirala natečaj oblikovanja in na koncu izbrala švicarske arhitekte Herzog & de Meuron za oblikovanje projekta prenove. Novo lokacijo, ki je skoraj podvojila tlorisno površino starega muzeja Unterlinden, je 23. januarja 2016  odprl predsednik Francije François Hollande. 

## Galerija
- Glavni vhod v muzej
- Nov del muzeja, prej javno kopališče
- Nekdanji križni hodnik, zdaj dvorišče
- Galsko-rimski mozaik iz Bergheima, Zgornji Ren (detajl)
- Romanski kapitel s povodnim možem
- Zgornjerenski mojster, Marija z detetom, znana tudi kot Devica Niedermorschwihrska
- Veit Wagner (pripisan), Bergheimski oltar (detajl)
- Caspar Isenmann (ali Gaspard Isenmann, Vstop v Jeruzalem in zadnja večerja
- Martin Schongauer, Orlierjev oltar: Marijino oznanjenje
- Hans Holbein starejši, Portret dame
- Lucas Cranach starejši, Melanholija
- Ruckerjev čembalo iz Flandrije, izdelan 1624
- Théophile Schuler, Voz smrti (1848)
- Claude Monet, Dolina Creuse v sončnem zahodu
- Sončna ura (1582)
- Spominski križ (1762)